# 荷蘭木鞋

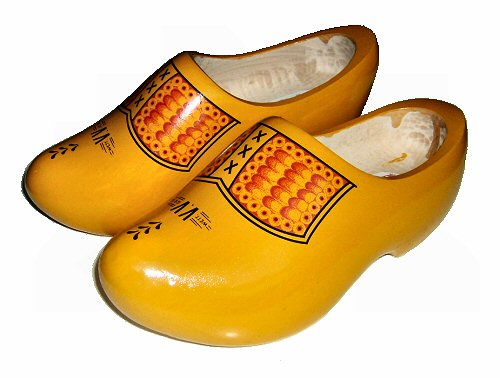
荷蘭木鞋

荷蘭木鞋（荷蘭語：klomp），又稱為荷蘭木屐，是荷兰特有的木鞋，也是一种具有民族特色的工艺品。它与风车、郁金香合称为“荷兰三宝”。

## 历史

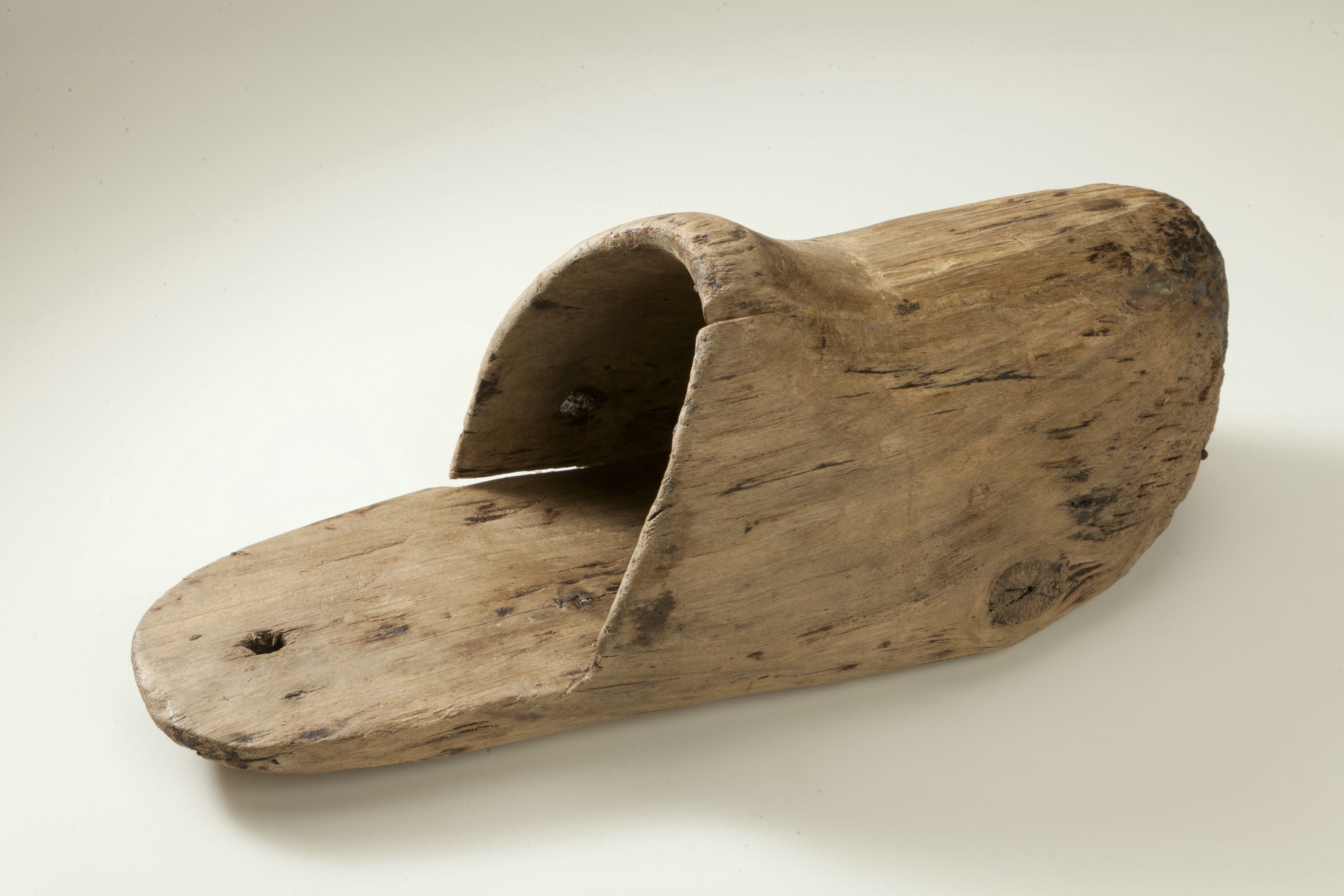
历史上的木鞋

木鞋的诞生和荷兰低洼的地理位置有关。欧洲的许多大河流经此地入海，再加上全年湿润的温带海洋性气候的影响，该国几乎一半的土地浸泡在水中。这促使了早期防水木鞋的诞生。现存最古老的木鞋可以追溯至13世纪，出土于鹿特丹附近。
而另一种说法认为，欧洲的最早木鞋于1350年诞生于法兰西王国，当时仅在一块木头上挖空成为简单的鞋形。直到15世纪才传到荷兰。
木鞋取材于荷兰特有的一种坚硬且无花纹的杨树。它给人们带来了诸多便利之处：它原料便宜，易制作，能防潮，好清洗，且能在劳动中起到保护作用。于是，农民们在鞋内塞入稻草等填塞物，不仅御寒防冻，而且舒适耐穿。木鞋因此流传下来。

## 制作过程

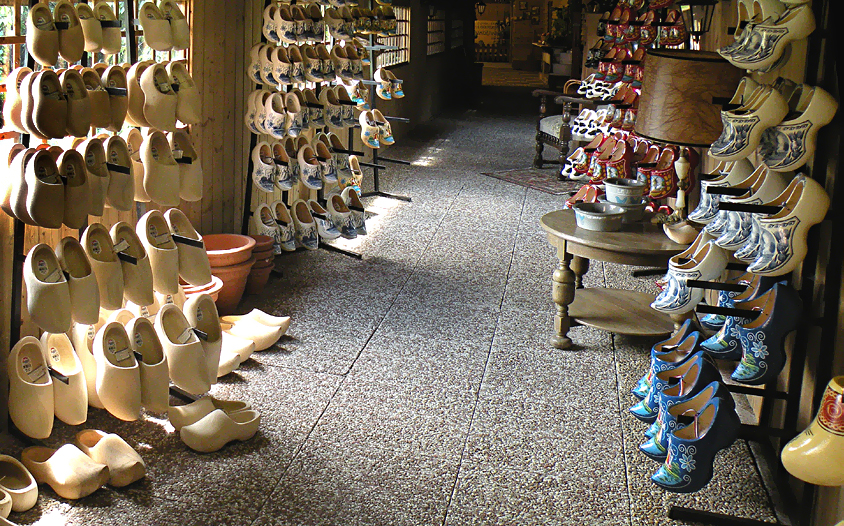
挂满荷兰木鞋的货架

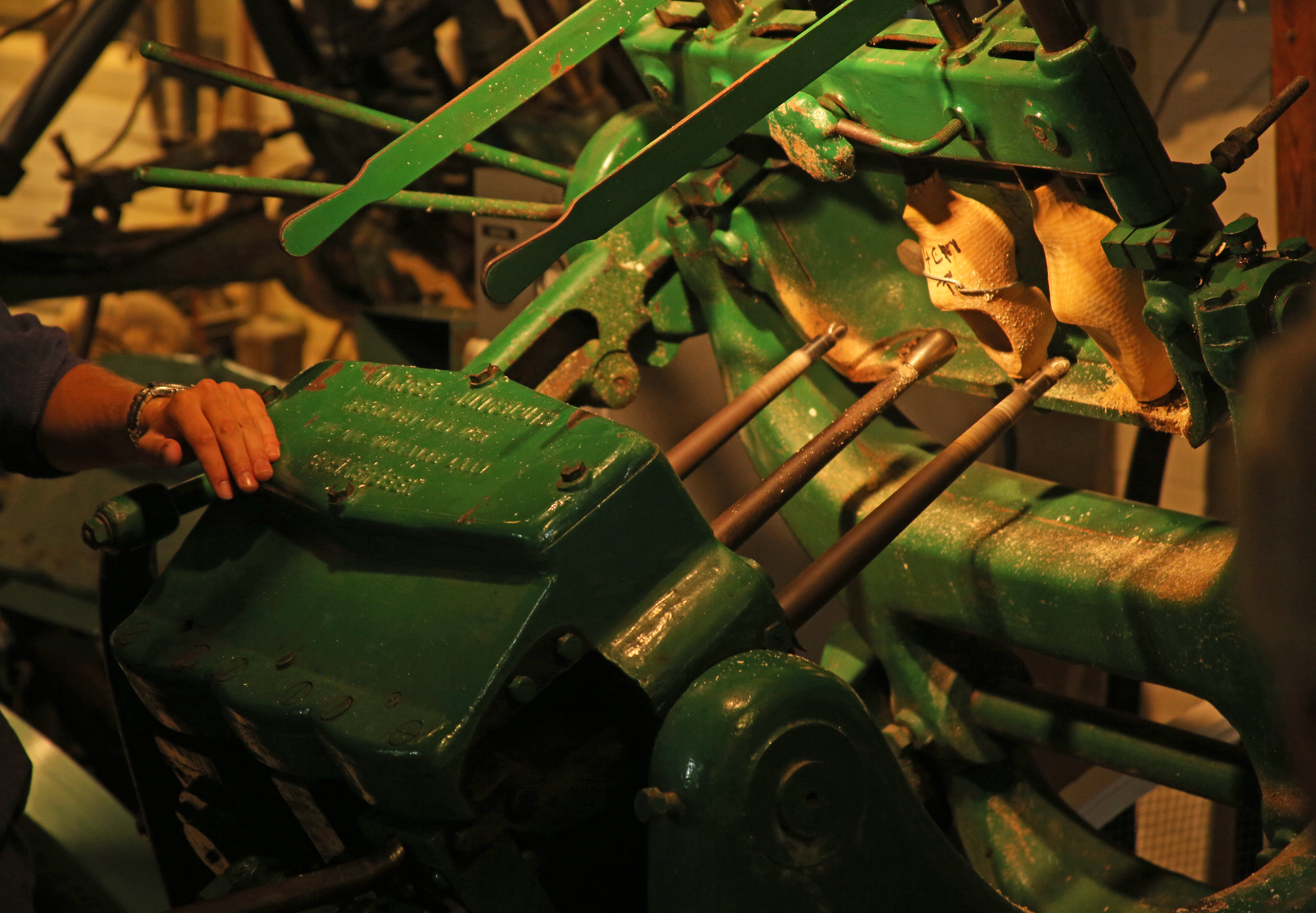
在机器的协助下，木鞋的制作时间大大缩短

制作木鞋的第一步是选择优质白杨木或者柳木。这类木头具有柔软性，容易削裁，也具延展性，穿起来不容易咬脚。
第二步是裁出木鞋原型，再利用粗细不同的木桩，削出能够塞进脚趾的鞋面。历史上的手工时代，需要人工刻制2到3小时。现在通过机器协助，只需要5分钟。
之后，这些木鞋鞋型还需要放在室外风干3到4周，然后再将鞋内外用砂纸磨平表面，木鞋就基本完成了。最后一步是进行彩漆或者进一步加工。

## 类型与样式
荷兰木鞋根据工作用途划分有铺石工木鞋、堤坝工木鞋、泥炭工木鞋、翻土工木鞋、渔夫木鞋、冰上木鞋等；而根据生活用途划分还有专门的礼拜鞋、周末木鞋、新娘木鞋等等。

## 文化内涵

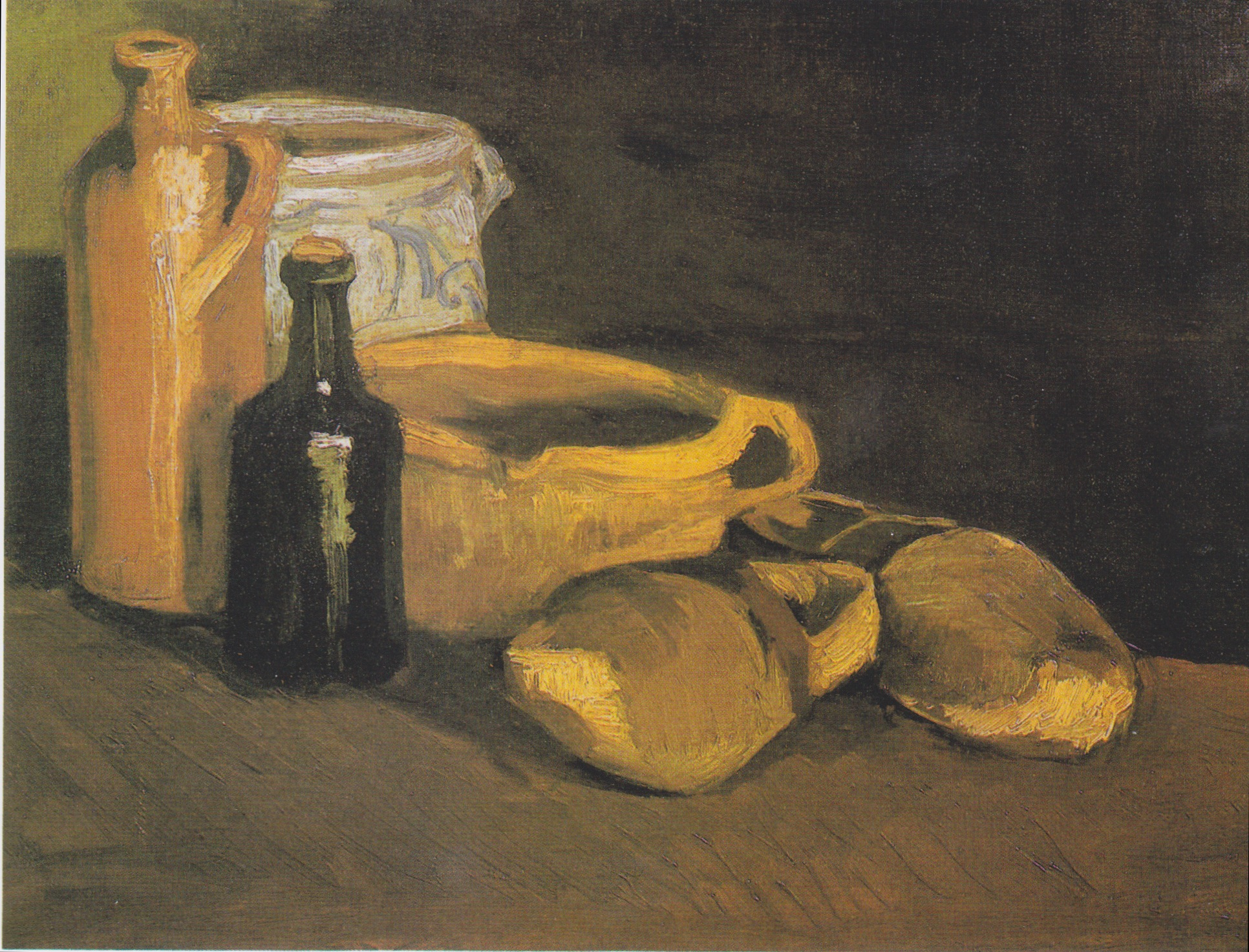
在梵高的画作中，可以窥见木鞋的身影

木鞋是荷兰人必备的订婚礼品。历史上，木鞋是男生向心上人告白时赠送的礼物。如果姑娘接受了木鞋，就说明她爱着他。这些新娘木鞋大多造型精致，镶有小玫瑰、星星、魔纽等图案，表达着人们对爱情的美好期待。
父母也会让小孩子穿木鞋。在穿木鞋行走时，为避免松脱，脚指必须稍弯曲，并带动脚背、小腿部肌肉运动，让脚底不断接受按摩。木鞋本身也能让脚掌保持良好的外形，不受压迫。这能促进青少年的生长发育。

## 旅游
如今，已经很少有人穿荷兰木鞋了。它成为了一种工艺品。对外国人来说，它是一种旅游纪念品。它还可以做装饰品，甚至是作为花瓶使用。在荷兰著名的风车村，每隔20分钟或半小时就会有一场木鞋制作表演。纪念品商店的货架上也摆满了各式各样的鲜艳木鞋。
木鞋博物馆
“木鞋博物馆”位于荷兰首都阿姆斯特丹北部10多公里外的小城赞丹郊区。博物馆门口放着一只长约三米的巨大木鞋。它由一整块木头制作而成，鞋面漆成黄色，并饰有红色的条纹，号称是世界上最大的木鞋。